# Ankan Tennō
Ankan Tennō (安閑天皇?) fue el vigésimo séptimo emperador del Japón según el orden tradicional de sucesión. No existen pruebas suficientes acerca de este emperador o de su reinado, pero se cree que gobernó el país a comienzos del siglo VI.
Según el Kojiki, fue el hijo mayor del Keitai Tennō. Cuando Ankan tenía 66 años, Keitai Tennō abdicó a favor de él, sin embargo cuatro años después murió. No hubo hechos significativos registrados durante su reinado.